# Edward Griffith
Edward Griffith (* 1790; † 1858) war ein britischer Naturforscher und Rechtsanwalt.
Er war der Sohn des William Griffith aus Stanwell in Middlesex.
Griffith schrieb General and Particular Descriptions of the Vertebrated Animals (1821). Das Werk ist vor allem wegen seiner psychologisch ungewöhnlich einfühlsamen und ausdrucksstarken Abbildungen von Affen und den beiden zum damaligen Zeitpunkt bekannten Menschenaffen-Arten, Orang-Utan und Schimpanse, bedeutsam. Griffith zoologisches Hauptwerk ist die Übersetzung von Georges Cuviers Règne animal (1827–1835), das er von den fünf Bänden der zweiten französischen Ausgabe auf sechzehn Bände der englischen Ausgabe erweiterte und nach eigenem Wissensstand ergänzte.
Eine Sammlung von 150 Aquarell-Zeichnungen von Schmetterlingen aus Asien, Afrika, Süd- und Zentralamerika befindet sich im britischen Natural History Museum in London.